# Ellipes brasiliensis
Ellipes brasiliensis is een rechtvleugelig insect uit de familie Tridactylidae. De wetenschappelijke naam van deze soort is voor het eerst geldig gepubliceerd in 1980 door Günther.